# Seinstedtia parva
Seinstedtia parva è un pesce osseo estinto, considerato vicino all'origine dei teleostei. Visse nel Triassico medio (Norico, circa 205-204 milioni di anni fa) e i suoi resti fossili sono stati ritrovati in Europa.

## Descrizione
Questo pesce era di dimensioni minuscole, e non superava la lunghezza di 5 centimetri. Possedeva un corpo affusolato e allungato, con un profilo della testa leggermente appuntito, formato dalla punta anteriore delle ossa parietali, dai nasali allungati, da un piccolo rostrale e dalle piccole premascelle. Il muso era corto, circa un decimo della lunghezza della testa. Il tetto del cranio era simile a quello dei folidoforiformi, stretto anteriormente e molto espanso posteriormente, con un caratteristico contorno triangolare. 
Seinstedtia si distingueva da qualunque altro teleosteo arcaico per alcune caratteristiche: la presenza di un'extrascapola mediana e di due extrascapole laterali, il primo osso sopraorbitale che formava la maggior parte dell'angolo antero-dorsale dell'anello circumorbitale, e il cleitro con una regione ventrale corta ed espansa in una forma caratteristica, corta e larga. 

## Classificazione
Seinstedtia venne descritto per la prima volta nel 2022, sulla base di resti fossili ritrovati nella cava Fuchsberg nei pressi di Seinstedt, in Bassa Sassonia (Germania). Inizialmente i fossili vennero attribuiti a un possibile rappresentante dei semionotiformi, ma la descrizione dettagliata degli esemplari ha permesso di riconoscere caratteristiche dei teleosteomorfi (il tetto cranico "folidoforiforme" con le ossa fuse, i tre infraorbitali dorsoposteriori, il singolo osso suborbitale, la premascella mobile e il preopercolo dalla tipica forma da teleosteo). Le autapomorfie di Seinstedtia, tuttavia, non permettono di classificarlo in una precisa famiglia di teleostei basali. In ogni caso, Seinstedtia rappresenta il più piccolo teleosteomorfo del Norico, ancora più piccolo dei minuscoli folidoforiformi Parapholidophorus e Pholidoctenus.